# Stereospermum angustifolium
Stereospermum angustifolium là một loài thực vật có hoa trong họ Chùm ớt. Loài này được Haines miêu tả khoa học đầu tiên năm 1922.